# أمين ليمام
أمين ليمام ولد في هو ممثل وإعلامي تونسي. نجل الفنانة هيام الرصاع، بدأ حياته المهنية كيوتوبر ومنشط في برنامج نهار الأحد ما يهمك في حد الذي يبث على قناة الحوار التونسي ثم برنامج «لمن يسهر فقط» مع نوفل الورتاني على قناة التاسعة.

## فيلموغرافيا

### سينما
- 2018 : فيلم Paradis infernal (فيلم قصير) للمخرج Skander Amor.[2][3]

### التلفاز
- 2020 : قلب الذيب لباسم حمراوي.[2][4]
- 2021 : 16 16 حمدي الجويني.[5]
- 2021 : 13 شاري غاري بالدي لأمين شيبوب.[6]

## روابط خارجية
- أمين ليمام على موقع IMDb (الإنجليزية)
- أمين ليمام على موقع قاعدة بيانات الأفلام العربية